# Collegio uninominale Toscana - 06 (Camera dei deputati 2020)
Il collegio elettorale uninominale Toscana - 06 è un collegio elettorale uninominale della Repubblica Italiana per l'elezione della Camera dei deputati.

## Territorio
Come previsto dalla legge n. 51 del 27 maggio 2019, il collegio è stato definito tramite decreto legislativo all'interno della circoscrizione Toscana.
È formato dal territorio dell'intera provincia di Prato (7 comuni), da 9 comuni della città metropolitana di Firenze: Barberino di Mugello, Borgo San Lorenzo, Dicomano, Firenzuola, Marradi, Palazzuolo sul Senio, San Godenzo, Scarperia e San Piero e Vicchio e da 7 comuni della provincia di Pistoia: Agliana, Marliana, Montale, Pistoia, Quarrata, Sambuca Pistoiese e Serravalle Pistoiese.
Il collegio è parte del collegio plurinominale Toscana - 01.

## Eletti
| Elezione | Elezione | Deputato       | Partito      |
| -------- | -------- | -------------- | ------------ |
|          | 2022     | Erica Mazzetti | Forza Italia |

## Dati elettorali

### XIX legislatura
Come previsto dalla legge elettorale, 147 deputati sono eletti con sistema a maggioranza relativa in altrettanti collegi uninominali a turno unico.
| Candidati                                 | Candidati                | Voti    | %     | Liste                          | Voti    | %     |
| ----------------------------------------- | ------------------------ | ------- | ----- | ------------------------------ | ------- | ----- |
|                                           | Erica Mazzetti ✔️ Eletto | 95 530  | 40,23 | Fratelli d'Italia              | 64 572  | 27,20 |
| Lega per Salvini Premier                  | Erica Mazzetti ✔️ Eletto | 95 530  | 40,23 | 15 305                         | 6,45    |       |
| Forza Italia                              | Erica Mazzetti ✔️ Eletto | 95 530  | 40,23 | 13 752                         | 5,79    |       |
| Noi moderati/Lupi - Toti - Brugnaro - UDC | Erica Mazzetti ✔️ Eletto | 95 530  | 40,23 | 1 901                          | 0,80    |       |
|                                           | Tommaso Nannicini        | 79 755  | 33,59 | Partito Democratico-IDP        | 61 090  | 25,73 |
| Alleanza Verdi e Sinistra                 | Tommaso Nannicini        | 79 755  | 33,59 | 10 826                         | 4,56    |       |
| +Europa                                   | Tommaso Nannicini        | 79 755  | 33,59 | 6 511                          | 2,74    |       |
| Impegno Civico - Centro Democratico       | Tommaso Nannicini        | 79 755  | 33,59 | 1 328                          | 0,56    |       |
|                                           | Chiara Bartalini         | 25 201  | 10,61 | Movimento 5 Stelle             | 25 201  | 10,61 |
|                                           | Edoardo Fanucci          | 23 364  | 9,84  | Azione - Italia Viva - Calenda | 23 364  | 9,84  |
|                                           | Simona Baldanzi          | 4 647   | 1,96  | Unione Popolare                | 4 647   | 1,96  |
|                                           | Nicola Casini            | 3 682   | 1,55  | Italexit                       | 3 682   | 1,55  |
|                                           | Veronica Colaianni       | 3 472   | 1,46  | Italia Sovrana e Popolare      | 3 472   | 1,46  |
|                                           | Alessia Balia            | 1 786   | 0,75  | Vita                           | 1 786   | 0,75  |
| Totale                                    | Totale                   | 237 437 | 100   |                                | 237 437 | 100   |
|                                           |                          |         |       |                                |         |       |
| Schede bianche                            | Schede bianche           | 3 259   | 1,31  |                                |         |       |
| Schede nulle                              | Schede nulle             | 7 925   | 3,19  |                                |         |       |
| Votanti                                   | Votanti                  | 248 621 | 70,81 |                                |         |       |
| Elettori                                  | Elettori                 | 351 129 |       |                                |         |       |